# Iozefina Păuleţ
Iozefina Păuleţ  ou Iozefina Werle est une joueuse d'échecs roumaine puis néerlandaise née le 19 février 1989 à Iași en Roumanie. Grand maître international féminin depuis 2009, elle a remporté le championnat d'échecs des Pays-Bas en 2019.
Au 1er août 2023, elle est la quatrième joueuse néerlandaise avec un classement Elo de 2 302 points.

## Biographie et carrière
Iozefina Păuleţ est née et a grandi en Roumanie.
Elle a représenté la Roumanie lors du championnat d'Europe d'échecs des nations de 2007 et de l'Olympiade d'échecs de 2008. Elle marque 6,5 points en 9 parties au quatrième échiquier de son équipe. ce qui lui permet d'obtenir le titre de grand maître international féminin en 2009.
Dans les années 2010, elle représente les Pays-Bas lors du championnat d'Europe des nations de 2017 et de l'Olympiade d'échecs de 2018.
Elle remporte le championnat d'échecs des Pays-Bas en 2019. Elle a étudié à l'Université de Groningue (droit européen et international). Elle travaille chez Intratuin et occupe un poste dans le domaine de la gestion des données et de la logistique.
Elle épousa le joueur néerlandais Jan Werle en septembre 2019.